# Norrtjärnen (Edefors socken, Norrbotten, 733221-172082)
Norrtjärnen är en sjö i Bodens kommun i Norrbotten och ingår i Luleälvens huvudavrinningsområde. Sjön har en area på 0,164 kvadratkilometer och ligger 243,1 meter över havet. Sjön avvattnas av vattendraget Rödingsträskbäcken.

## Delavrinningsområde
Norrtjärnen ingår i det delavrinningsområde (733260-172910) som SMHI kallar för Mynnar i Urstjärnälven. Medelhöjden är 217 meter över havet och ytan är 45,71 kvadratkilometer. Det finns ett avrinningsområde uppströms, och räknas det in blir den ackumulerade arean 63,4 kvadratkilometer. Rödingsträskbäcken som avvattnar avrinningsområdet har biflödesordning 4, vilket innebär att vattnet flödar genom totalt 4 vattendrag innan det når havet efter 100 kilometer. Avrinningsområdet består mestadels av skog (69 procent) och sankmarker (23 procent). Avrinningsområdet har 0,16 kvadratkilometer vattenytor vilket ger det en sjöprocent på 0,4 procent.